# Inno della Repubblica Socialista Sovietica Turkmena
L'Inno della RSS Turkmena  fu l'inno nazionale della Repubblica Socialista Sovietica del Turkmenistan.
L'inno fu usato dal 1946 e venne cambiato nel 1996, l'inno rimase dal 1991 al 1996 l'inno dell'indipendente Turkmenistan.
La musica fu composta da Veli Mukhatov, che ha anche composto l'attuale inno turkmeno, e il testo venne scritto da Aman Kekilov e da un gruppo di autori.
Il 12 aprile 1978 vennero rimossi dall'inno tutti i riferimenti a Stalin.

## Testo

Bandiera della RSS Turkmena

### Versione post-stalinista

#### L'inno in turkmeno
| Alfabeto cirillico (poi ufficiale) | Alfabeto perso-arabo (poi bandito) | Alfabeto latino (attualmente ufficiale) | Riforma ortografica (non ufficiale) | Nuovo alfabeto turco (obsoleto) | Trascrizione AFI |
| I Дең хукуклы халклармызың достлугы Совет илин бир машгала өвүрди! Бу достлугың аркадагы Рус халкы Эгсилмез доганлык көмегин берди. Гайталама: Яша сен, кувватлан, эй азат Ватан! Баряң Коммунизмиң еңшине бакан. Ленин партиясындан гүйч алян, өсйән, Совет Ватанымыз, җан Түркменистан! II Бейик Ленин ачды азатлык ёлун, Бизе бакы ягты дурмуш гетирди. Галкындырып әхли халкы хак ише, Еңише, зәхмете, багта етирди. Гайталама III Коммунизме баглап арзув–эркимиз, Айдың гелҗегмизи дөредйәс, гуряс. Гызыл байдагы биз берк тутуп голда, Биз бейик максада ынамлы баряс. Гайталама | ١ دنگ حقوقلؽ خلقلارمؽزؽنگ دوستلوُغؽ سوْوت ايلين بير ماشغالا اؤوۆردى! بوُ دوستلوُغؽنگ آرقاداغؽ روس خلقؽ اگسيلمز دوْغانلؽق كؤمگين بردى. قايتالاما: ياشا سن، قوتلان، اي آزات وطن! باريانگ كوْمموُنيزمينگ ينگشينه باقان. لنين پارتيياسؽندان گۆيچ آليان، اؤسيأن. سوْوت وطنؽمؽز، جان تۆركمنيستان! ٢ بييك لنين آچدؽ آزاتلؽق يوْلوُن، بيزه باقؽ ياغتؽ دوُرموُش گتيردى. قالقؽندؽرؽپ اهلی خلقؽ حق ايشه، ينگيشه، زحمتده، باغتا يتيردى. قايتالاما ٣ كوْمموُنيزمه باغلاپ ارزو–اركيميز، آيدؽنگ گلجگميزى دؤرديأس، قوُرياس. قؽزؽل بايداغى بيز برك توُتوُپ قوْلدا، بيز بييك ماقسادا اؽناملؽ بارياس. قايتالاما | I Deň hukukly halklarmyzyň dostlugy Sowet ilin bir maşgala öwürdi! Bu dostlugyň arkadagy Rus halky Egsilmez doganlyk kömegin berdi. Gaýtalama: Ýaşa sen, kuwwatlan, eý azat Watan! Barýaň Kommunizmiň ýeňşine bakan. Lenin partiýasyndan güýç alýan, ösýän, Sowet Watanymyz, jan Türkmenistan! II Beýik Lenin açdy azatlyk ýolun, Bize baky ýagty durmuş getirdi. Galkyndyryp ähli halky hak işe, Ýeňişe, zähmete, bagta ýetirdi. Gaýtalama III Kommunizme baglap arzuw–erkimiz, Aýdyň geljegmizi döredýäs, gurýas. Gyzyl baýdagy biz berk tutup golda, Biz beýik maksada ynamly barýas. Gaýtalama | I Deŋ hukuklı halklarmızıŋ dostlugı Sovet ilin bir maşgala övürdi! Bu dostlugıŋ arkadagı Rus halkı Egsilmez doganlık kömegin berdi. Gaytalama: Yaşa sen, kuvvatlan, ey azat Vatan! Baryaŋ Kommunizmiŋ yeŋşine bakan. Lenin partiyasından güyç alyan, ösyän, Sovet Vatanımız, can Türkmenistan! II Beyik Lenin açdı azatlık yolun, Bize baqı yagtı durmuş getirdi. Galkındırıp ähli halkı hak işe, Yeŋişe, zähmete, bagta yetirdi. Gaytalama III Kommunizme baglap arzuv–erkimiz, Aydıŋ gelcegmizi döredyäş, guryas. Gızıl baydagı biz berk tutup golda, Biz beyik maksada ınamlı baryas. Ğaytalama | I Deᶇ xuquqlь xalqlarmьzьᶇ dostluƣь Sovet ilin ʙir maşƣala ɵvyrdi! Bu dostluƣьᶇ arqadaƣь Rus xalqь Egsilmez doƣanlьq kɵmegin ʙerdi. Ƣajtalama: Jaşa sen, quvvatlan, ej azat Vatan! Вarjaᶇ Kommunizmiᶇ jeᶇşine ʙaqan. Lenin partijasьndan gyjc aljan, ɵsjən, Sovet Vatanьmьz, çan Tyrkmenistan! II Bejik Lenin acdь azatlьq jolun, Bize ʙaqь jaƣtь durmuş getirdi. Ƣalqьndьrьp əhli xalqь xaq işe, Jeᶇişe, zəhmete, ʙaƣta jetirdi. Ƣajtalama III Kommunizme ʙaƣlap arzuv–erkimiz, Ajdьᶇ gelçegmizi dɵredjəs, ƣurjas. Ƣьzьl ʙajdaƣь ʙiz ʙerk tutup ƣolda, Biz ʙejik maqsada ьnamlь ʙarjas. Ƣajtalama | I [d̪e̞ŋ χuquqɫɯ χɑɫqɫɑɾmɯðɯɴ d̪o̞θt̪ɫuʁɯ] [θo̞βe̞t̪ ilin biɾ mɑʃɢɑɫɑ ø̞βyɾd̪i ǁ] [bu d̪o̞θt̪ɫuʁɯɴ ɑɾqɑd̪ɑʁɯ ruθ χɑɫqɯ] [e̞ɟθilme̞ð d̪o̞ʁɑnɫɯq cø̞me̞ɟin be̞ɾd̪i ǁ] [ɢɑjt̪ɑɫɑmɑ] [jɑʃɑ θe̞n ǀ quβːɑt̪ɫɑn ǀ e̞j ɑðɑt̪ βɑt̪ɑn ǁ] [bɑɾjɑɴ ko̞mːuniðmiŋ je̞ŋʃine̞ bɑqɑn ǁ] [le̞nin pɑɾt̪ijɑθɯnd̪ɑn ɟyjt͡ʃ ɑɫjɑn ǀ ø̞θjæn ǀ] [θo̞βe̞t̪ βɑt̪ɑnɯmɯð ǀ d͡ʒɑn t̪yrcme̞niθt̪ɑn ‖] II [be̞jic le̞nin ɑt͡ʃd̪ɯ ɑðɑt̪ɫɯq jo̞ɫun ǀ] [biðe̞ baqɯ jaʁt̪ɯ d̪urmuʃ ɟe̞t̪iɾd̪i ǁ] [ɢɑɫqɯnd̪ɯɾɯp æhli χɑɫqɯ χɑq iʃe̞ ǀ] [je̞ŋiʃe̞ ǀ ðæhme̞t̪e̞ ǀ bɑʁt̪ɑ je̞t̪iɾd̪i ǁ] [ɢɑjt̪ɑɫɑmɑ] III [ko̞mːuniðme̞ bɑʁɫɑp ɑɾðuβe̞ɾcimið ǀ] [ɑjd̪ɯɴ ɟe̞ld͡ʒe̞ɟmiði d̪ø̞ɾe̞d̪jæθ ǀ ɢuɾjɑθ ǁ] [ɢɯðɯɫ bɑjd̪ɑʁɯ bið be̞ɾc t̪ut̪up ɢo̞ɫd̪ɑ ǀ] [bið be̞jic mɑqθɑd̪ɑ ɯnɑmɫɯ bɑɾjɑθ ǁ] [ɢɑjt̪ɑɫɑmɑ] |

#### Traduzione in italiano
L'amicizia tra i popoli è un baluardo infrangibile,
L'intera Unione Sovietica divenne una famiglia unita!
Ed il popolo russo divenne una fortezza dell'amicizia.
Noi siamo benedetti con felicità nella nostra terra natia.
Cantiamo alla terra natia, soleggiata e libera!
Il partito di Lenin è un timoniere saggio.
Il suo passo vittorioso è diretto dal comunismo,
Il vostro fiore, la terra sovietica, il nostro Turkmenistan!
Lenin costruì per noi una via chiara verso la libertà
E ci condusse alla vita felice ed eterna.
Lui elevò i popoli per lottare per la giustizia,
Li ispirò ad imprese e li portò trionfo!
L'amicizia tra i popoli è un baluardo infrangibile,
L'intera Unione Sovietica divenne una famiglia unita!
Ed il popolo russo divenne una fortezza dell'amicizia.
Noi siamo benedetti con felicità nella nostra terra natia.
Altruisticamente noi serviamo la causa del Comunismo,
Noi allacciammo i nostri destini a lui – ogni giorno.
E con bandiera scarlatta, la bandiera sovietica della nostra terra,
Noi marciamo valorosamente verso il più grande scopo!
Cantiamo alla terra natia, soleggiata e libera!
Il partito di Lenin è un timoniere saggio.
Il suo passo vittorioso è diretto dal comunismo,
Il vostro fiore, la terra sovietica, il nostro Turkmenistan!

### Testi originali

#### L'inno in turkmeno
| Alfabeto cirillico (poi ufficiale) | Alfabeto perso-arabo (poi bandito) | Alfabeto latino (attualmente ufficiale) | Riforma ortografica (non ufficiale) | Nuovo alfabeto turco (obsoleto) | Trascrizione AFI |
| Дең хукуклы халкармызын достлугы Совет юрдин сармаз гала өвурди! Бу достлугын ёлбашчысы Рус халкы Бизе-де доганлык, көмегин берди. Яша хем шөхратлан, сен гөзел Ватан, Дири гитмез саңа аягын атан! Аямарыс сеңин үчин ширин җан Гүнешли Ватанмыз, эй Түркменистан. Ачып Ленин азатлыкын гиң ёлын Бизи багта, шат дурмуша гетирди, Халкың оглы, халк сердары Сталин. Үстүнликден үстүнлиге етирди. Яша хем шөхратлан, сен гөзел Ватан, Дири гитмез саңа аягын атан! Аямарыс сеңин үчин ширин җан Гүллейән Ватанмыз, эй Түркменистан. Советлер дөвринде өсди үлкәмиз, Биз тарыхи арзүвмызга етишдик. Совет союзының азат халкы биз Хем зәхметде, хем гөрешде беркишдик. Яша хем шөхратлан, сен гөзел Ватан, Дири гитмез саңа аягын атан! Аямарыс сеңин үчин ширин җан Мехрибан Ватанмыз, эй Түркменистан. | دنگ حقوقلؽ خلقلارمؽزؽنگ دوستلوُغؽ سوْوت يوُردين سارماز قالا اؤوۆردى! بوُ دوستلوُغؽن يولباشچؽسؽ روُس خلقؽ بيزه–ده دوْغانلؽق، كؤمگين بردى. ياشا هم شهرتلان، سن گؤزل وطن، ديرى گيتمز سانگا آياغؽن آتان! آيامارؽس سنگين اۆچين شيرين جان گۆنشلى وطنمؽز، اي تۆركمنيستان. آچؽپ لنين آزاتلؽقؽن گينگ يولؽن بيزى باغتا، شات دوُرموُشا گتيردى، خلقؽنگ اوْغلؽ، خلق سردارؽ ستالين. اۆستۆنليكدن اۆستۆنليگه يتيردى. ياشا هم شهرتلان، سن گؤزل وطن، ديرى گيتمز سانگا آياغؽن آتان! آيامارؽس سنگين اۆچين شيرين جان گۆنشلى وطنمؽز، اي تۆركمنيستان. سوْوتلر دورينده اؤسدى اۆلكأميز، بيز تاریخى ارزومؽزغا يتيشديك. سوْوت سوْيوُزؽنؽنگ آزات خلقؽ بيز هم زحمتده، هم گؤرشده بركيشديك. ياشا هم شهرتلان، سن گؤزل وطن، ديرى گيتمز سانگا آياغؽن آتان! آيامارؽس سنگين اۆچين شيرين جان مهربان وطنمؽز، اي تۆركمنيستان. | Deň hukukly halkarmyzyn dostlugy Sowet ýurdin sarmaz gala öwurdi! Bu dostlugyn ýolbaşçysy Rus halky Bize-de doganlyk, kömegin berdi. Ýaşa hem şöhratlan, sen gözel Watan, Diri gitmez saňa aýagyn atan! Aýamarys seňin üçin şirin jan Güneşli Watanmyz, eý Türkmenistan. Açyp Lenin azatlykyn giň ýolyn Bizi bagta, şat durmuşa getirdi, Halkyň ogly, halk serdary Stalin. Üstünlikden üstünlige ýetirdi. Ýaşa hem şöhratlan, sen gözel Watan, Diri gitmez saňa aýagyn atan! Aýamarys seňin üçin şirin jan Gülleýän Watanmyz, eý Türkmenistan. Sowetler döwrinde ösdi ülkämiz, Biz taryhi arzüwmyzga ýetişdik. Sowet soýuzynyň azat halky biz Hem zähmetde, hem göreşde berkişdik. Ýaşa hem şöhratlan, sen gözel Watan, Diri gitmez saňa aýagyn atan! Aýamarys seňin üçin şirin jan Mehriban Watanmyz, eý Türkmenistan. | Deŋ hukuklı halkarmızın dostlugı Sovet yurdin sarmaz gala övurdi! Bu dostlugın yolbaşçısı Rus halkı Bize-de doganlık, kömegin berdi. Yaşa hem şöhratlan, sen gözel Vatan, Diri gitmez saŋa ayagın atan! Ayamarıs seŋin üçin şirin can Güneşli Vatanmız, ey Türkmenistan. Açıp Lenin azatlıkın giŋ yolın Bizi bagta, şat durmuşa getirdi, Halkıŋ oglı, halk serdarı Stalin. Üstünlikden üstünlige yetirdi. Yaşa hem şöhratlan, sen gözel Vatan, Diri gitmez saŋa ayagın atan! Ayamarıs seŋin üçin şirin can Gülleyän Vatanmız, ey Türkmenistan. Sovetler dövrinde ösdi ülkämiz, Biz tarıhi arzüvmızga yetişdik. Sovet soyuzınıŋ azat halkı biz Hem zähmetde, hem göreşde berkişdik. Yaşa hem şöhratlan, sen gözel Vatan, Diri gitmez saŋa ayagın atan! Ayamarıs seŋin üçin şirin can Mehriban Vatanmız, ey Türkmenistan. | Deᶇ xuquqlь xalqarmьzьn dostluƣь Sovet jurdin sarmaz ƣala ɵvurdi! Bu dostluƣьn jolвaşcьsь Rus xalqь Bize–de doƣanlьq, kɵmegin ʙerdi. Jaşa hem şɵhratlan, sen gɵzel Vatan, Diri gitmez saᶇa ajaƣьn atan! Ajamarьs seᶇin ycin şirin çan Gyneşli Vatanmьz, ej Tyrkmenistan. Acьp Lenin azatlьqьn giᶇ jolьn Bizi ʙaƣta, şat durmuşa getirdi, Xalqьᶇ oƣlь, xalq serdarь Stalin. Ystynlikden ystylige jetirdi. Jaşa hem şɵhratlan, sen gɵzel Vatan, Diri gitmez saᶇa ajaƣьn atan! Ajamarьs seᶇin ycin şirin çan Gyllejən Vatanmьz, ej Tyrkmenistan. Sovetler dɵvrinde ɵsdi ylkəmiz, Biz tarьxi arzyvmьzƣa jetişdik. Sovet sojuzьnьᶇ azat xalqь ʙiz Hem zəhmetde, hem gɵreşde ʙerkişdik. Jaşa hem şɵhratlan, sen gɵzel Vatan, Diri gitmez saᶇa ajaƣьn atan! Ajamarьs seᶇin ycin şirin çan Mehriʙan Vatanmьz, ej Tyrkmenistan. | [d̪e̞ŋ χuquqɫɯ χɑɫqɫɑɾmɯðɯɴ d̪o̞θt̪ɫuʁɯ] [θo̞βe̞t̪ jurd̪in θɑɾmɑð ɢɑɫɑ ø̞βyɾd̪i ǁ] [bu d̪o̞θt̪ɫuʁɯɴ jo̞ɫbɑʃt͡ʃɯθɯ ruθ χɑɫqɯ] [biðe̞d̪e̞ d̪o̞ʁɑnɫɯq ǀ cø̞me̞ɟin be̞ɾd̪i ǁ] [jɑʃɑ çe̞m ʃø̞xɾɑt̪ɫɑn ǀ θe̞n ɟø̞ðe̞l βɑt̪ɑn ǀ] [d̪iɾi ɟit̪me̞ð θɑɴɑ ɑjɑʁɯn ɑt̪ɑn ǁ] [ɑjɑmɑɾɯʃ θe̞ŋin yt͡ʃin ʃiɾin d͡ʒɑn] [ɟyne̞ʃli βɑt̪ɑnmɯð ǀ e̞j t̪yrcme̞niθt̪ɑn ‖] [ɑt͡ʃɯn le̞nin ɑðɑt̪ɫɯqɯn ɟin jo̞ɫɯn] [biði baqt̪ɑ ǀ ʃɑt̪ d̪urmuʃɑ ɟe̞t̪iɾd̪i ǀ] [χɑɫqɯɴ o̞ʁɫɯ ǀ χɑɫq θe̞ɾd̪ɑɾɯ θt̪ɑlin ‖] [yθt̪ynlicd̪e̞n yθt̪ynliɟe̞ je̞t̪iɾd̪i ǁ] [jɑʃɑ çe̞m ʃø̞xɾɑt̪ɫɑn ǀ θe̞n ɟø̞ðe̞l βɑt̪ɑn ǀ] [d̪iɾi ɟit̪me̞ð θɑɴɑ ɑjɑʁɯn ɑt̪ɑn ǁ] [ɑjɑmɑɾɯʃ θe̞ŋin yt͡ʃin ʃiɾin d͡ʒɑn] [ɟylːe̞jæn βɑt̪ɑnmɯð ǀ e̞j t̪yrcme̞niθt̪ɑn ‖] [θo̞βe̞t̪le̞ɾ d̪ø̞βɾind̪e̞ ø̞θd̪i ylkæmið ǀ] [bið t̪ɑɾɯçi ɑɾðyβmɯðɢɑ je̞t̪iʃd̪ic ǁ] [θo̞βe̞t̪ θo̞juðɯnɯɴ ɑðɑt̪ χɑɫqɯ bið] [çe̞m ðæhme̞t̪d̪e̞ ǀ çe̞m ɟø̞ɾe̞ʃd̪e̞ be̞ɾciʃðic ǁ] [jɑʃɑ çe̞m ʃø̞xɾɑt̪ɫɑn ǀ θe̞n ɟø̞ðe̞l βɑt̪ɑn ǀ] [d̪iɾi ɟit̪me̞ð θɑɴɑ ɑjɑʁɯn ɑt̪ɑn ǁ] [ɑjɑmɑɾɯʃ θe̞ŋin yt͡ʃin ʃiɾin d͡ʒɑn] [me̞çɾibɑn βɑt̪ɑnmɯð ǀ e̞j t̪yrcme̞niθt̪ɑn ‖] |